# 米格尔·戴维斯
米格尔·戴维斯（西班牙語：Miguel Davis，1966年6月18日—），哥斯达黎加男子足球运动员，司职后卫。他曾代表哥斯达黎加国家队参加1990年国际足联世界杯，结果队伍止步十六强赛。